# アドルフ1世 (クレーフェ＝マルク公)
アドルフ1世（ドイツ語：Adolf I., 1373年8月2日 - 1448年9月23日）は、クレーフェ伯（2世、在位：1394年 - 1417年）、マルク伯（4世、在位：1398年 - 1417年）およびクレーフェ公（1世、在位：1417年 - 1448年）。

## 生涯
アドルフ1世はマルク伯・クレーフェ伯アドルフ3世とマルガレーテ・フォン・ユーリヒの息子である。
1394年に父が死去した後、アドルフはクレーフェ伯となった。1397年にクレファーハムの戦いにおいて伯父ベルク公ヴィルヘルム2世に勝利した後、ラーフェンシュタイン領主にもなった。
弟マルク伯ディートリヒ2世が1398年に戦死した後、アドルフはマルク伯位も継承した。アドルフはブルゴーニュ公ジャン1世の娘と結婚することで影響力をさらに拡大させた。結果として、1417年に神聖ローマ皇帝ジギスムントにより公爵に陞爵された。
1409年以降、アドルフ1世はマルク伯領を主張した弟ゲルハルトと対立した。1423年までに、両者の対立は武力衝突に発展し、ゲルハルトはケルン大司教と同盟を結んだ。
1430年に兄弟の間で和平が結ばれ、1437年に確認された。その結果、ゲルハルトはマルク伯領の大部分を支配することとなったが、その後は甥ヨハンが継承することとなった。ゲルハルトは「Graf von der Mark」と名乗ることは許されず、「Graf zur Mark」という称号を使わなければならなかった。1461年にゲルハルトが死去した後、マルク伯領とクレーフェ公領は再び統合された。

## 結婚と子女
1400年以前にローマ王ループレヒトとエリーザベト・フォン・ニュルンベルクの娘アグネスと結婚したが、アグネスは子供がいないまま1年後に死去した。
1406年にブルゴーニュ公ジャン1世とマルガレーテ・フォン・バイエルンの娘マリーと結婚した。2人の間には以下の子女が生まれた。
- マルガレーテ（1416年 - 1444年） - 1433年5月11日にバイエルン公ヴィルヘルム3世と結婚、1441年1月29日にヴュルテンベルク伯ウルリヒ5世と結婚
- カタリーナ（1417年 - 1479年） - 1423年7月23日にゲルデルン公アルノルト・ファン・エフモントと結婚
- ヨハン1世（1419年 - 1481年） - クレーフェ公、マルク伯[1]
- エリーザベト（1420年 - 1488年） - 1434年7月15日にシュヴァルツブルク＝ブランケンブルク伯ハインリヒ26世と結婚
- アグネス（1422年 - 1446年） - 1439年9月30日にオリテにおいてビアナ公カルロスと結婚
- ヘレナ（1423年 - 1471年） - 1436年2月12日にブラウンシュヴァイク＝リューネブルク公ハインリヒ2世と結婚
- アドルフ（1425年 - 1492年）[1] - 1453年5月13日にコインブラ公ペドロ・デ・ポルトゥガルの娘ベアトリスと結婚
- マリア（1426年 - 1487年） - オルレアン公シャルルと結婚、フランス王ルイ12世の母。